# هفت و پنج دقیقه
هفت و پنج دقیقه فیلمی به کارگردانی محمدمهدی عسگرپور، نویسندگی فرهاد توحیدی و تهیه‌کنندگی محمدرضا تختکشیان محصول سال ۱۳۸۷ است.

## خلاصه فیلم
سه زن در شهر کوچکی در فرانسه، هرکدام در مواجهه با جامعه و خانواده خود دست به انتخاب‎هایی می‌زنند که زندگی آنها را تحت‌الشعاع قرار می‎دهد.

## جشنواره‌ها
فیلم هفت و پنج دقیقه در بیست و هفتمین دوره جشنواره فیلم فجر (۱۳۸۷) حضور داشته‌است.